# Interceptor IMSI
Un interceptor IMSI sau „capcană IMSI” (engl. IMSI-catcher) este un dispozitiv de interceptare telefonică folosit pentru interceptarea traficului de telefonie celulară și pentru supravegherea mișcării utilizatorilor de aparate mobile. În linii mari, el acționează ca o falsă celulă de telefonie mobilă, care se interpune între telefonul-țintă și adevăratul turn-antenă al companiei de telefonie. Interceptorul IMSI reprezintă o formă de atac „man-in-the-middle”. În unele țări, interceptoarele IMSI sunt folosite de către forțele de ordine și de serviciile secrete, dar utilizarea lor a stârnit îngrijorări serioase cu privire la libertățile civile și la dreptul la intimitate și a fost reglementată strict în anumite țări, cum ar fi Germania (prin Codul de Procedură Penală)  (German). Unele țări nu criptează traficul de telefonie mobilă (sau utilizează algoritmi de criptare foarte slabi), făcând astfel nenecesară folosirea interceptoarelor IMSI.

## Descriere generală
O stație virtuală de emisie-recepție de bază (engl. virtual base transceiver station - VBTS) este un dispozitiv pentru aflarea identificatorului IMSI (International Mobile Subscriber Identity) a unui telefon mobil învecinat și pentru interceptarea apelurilor sale. Ea a fost patentată și comercializată pentru prima oară de către firma Rohde & Schwarz în 2003, deși apărarea unui asemenea patent este dificilă, fiindcă în realitater dispozitivul este doar o antenă GSM modificată, cu operator rău-intenționat. Pe 24 ianuarie 2012, Curtea de Apel din Anglia și Țara Galilor of England and Wales a opinat că patentul este invalid din cauza faptului că ideea dispozitivului este evidentă.